# Софі Брей
Софі Брей (англ. Sophie Bray, нар. 12 травня 1990) — британська хокеїстка на траві, олімпійська чемпіонка 2016 року.

## Виступи на Олімпіадах
| Олімпіада           | Дисципліна     | Місце |
| ------------------- | -------------- | ----- |
| Ріо-де-Жанейро 2016 | хокей на траві | 1     |

## Зовнішні посилання
- Софі Брей — олімпійська статистика на сайті Sports-Reference.com (англ.) (архівна версія)